# Sentayehu Ejigu
Sentayehu Ejigu Tamerat (Debre Markos, 21 giugno 1985) è una mezzofondista etiope.

## Palmarès
| Anno | Manifestazione      | Sede     | Evento       | Risultato | Prestazione | Note                          |
| ---- | ------------------- | -------- | ------------ | --------- | ----------- | ----------------------------- |
| 2001 | Mondiali allievi    | Debrecen | 1500 m piani | Bronzo    | 4'15"89     | Miglior prestazione personale |
| 2004 | Giochi olimpici     | Atene    | 5000 m piani | 10ª       | 15'09"55    |                               |
| 2006 | Mondiali indoor     | Mosca    | 3000 m piani | 4ª        | 8'43"38     | Miglior prestazione personale |
| 2009 | Mondiali            | Berlino  | 5000 m piani | 4ª        | 15'03"38    |                               |
| 2010 | Mondiali indoor     | Doha     | 3000 m piani | Bronzo    | 8'52"08     |                               |
| 2010 | Campionati africani | Nairobi  | 5000 m piani | Bronzo    | 16'22"32    |                               |
| 2011 | Mondiali            | Taegu    | 5000 m piani | 4ª        | 14'59"99    |                               |

### Coppa continentale
- 1 medaglia:
  - 1 argento (Spalato 2010 nei 5000 metri piani)